# カサ・バトリョ
カサ・バトリョ（カタルーニャ語:Casa Batlló IPA：[ˈkazə βəʎˈʎo] カザ・バッリョーあるいはカザ・バッジョー）は、スペイン、バルセロナにあるアントニ・ガウディが手がけた建築物の1つ。2005年にユネスコの世界遺産に登録された。
カサ・バトリョとはスペイン語（カスティーリャ語）発音によるもので、カタルーニャ語ではカザ・バッリョーと発音する。バッリョー邸。

## 概要
バルセロナ、アシャンプラのグラシア通り43番地に位置するカサ・バトリョは、1877年に建設された建物である。大繊維業者ジュゼップ・バッリョ・イ・カザノバスの依頼を受け、1904年から1906年にかけて、ガウディはこの邸宅の改築を行った。この改築でガウディは、建物に5階と地下室を加え、玄関広間を広げ、階段や内壁を作り直し、各部屋に曲線的なデザインを持ち込んで、タイルやステンドグラスの装飾を施した。
この邸宅の造形には様々な説がある。第一に、屋根の一部が丸く盛り上がり、まるでドラゴンの背中のように見えることから、カタルーニャの守護聖人であるサン・ジョルディの竜退治の伝説をなぞっているという解釈である。この解釈によれば塔は聖人の構える槍とされる。カサ・バトリョには、ファサードの石柱が骨を想起させることから「骨の家（Casa dels ossos）」というあだ名もあるが、竜退治説によればこの骨もドラゴンの犠牲になったものたちの骨と理解されている。
第二の解釈は屋根をアルルカンの帽子に見立て、ファサードのバルコニーは仮面を、ジュゼップ・マリア・ジュジョールによる様々な色の破砕タイルのモザイク（トランカディス）が祭りの紙吹雪を表しているとする謝肉祭説である。
邸内でガウディは自然光を効果的に取り込み、そのタイルの濃淡を変えている。これらの光と色の効果により海底洞窟をイメージして作られたとする説もある。
ガウディがカサ・バトリョのためにデザインした家具のうち、机とベンチについてはそれぞれ1つずつ邸内で見ることができる。残りの作品はカタルーニャ美術館が所蔵している。

## 登録経緯
カサ・バトリョは曲線を特徴とするモデルニスモの顕著な作例と見なされている。このことから、1984年に世界遺産となったグエル公園やカサ・ミラに追加される形で、2005年、アントニ・ガウディの作品群の1つとして世界遺産に登録された。

## ギャラリー

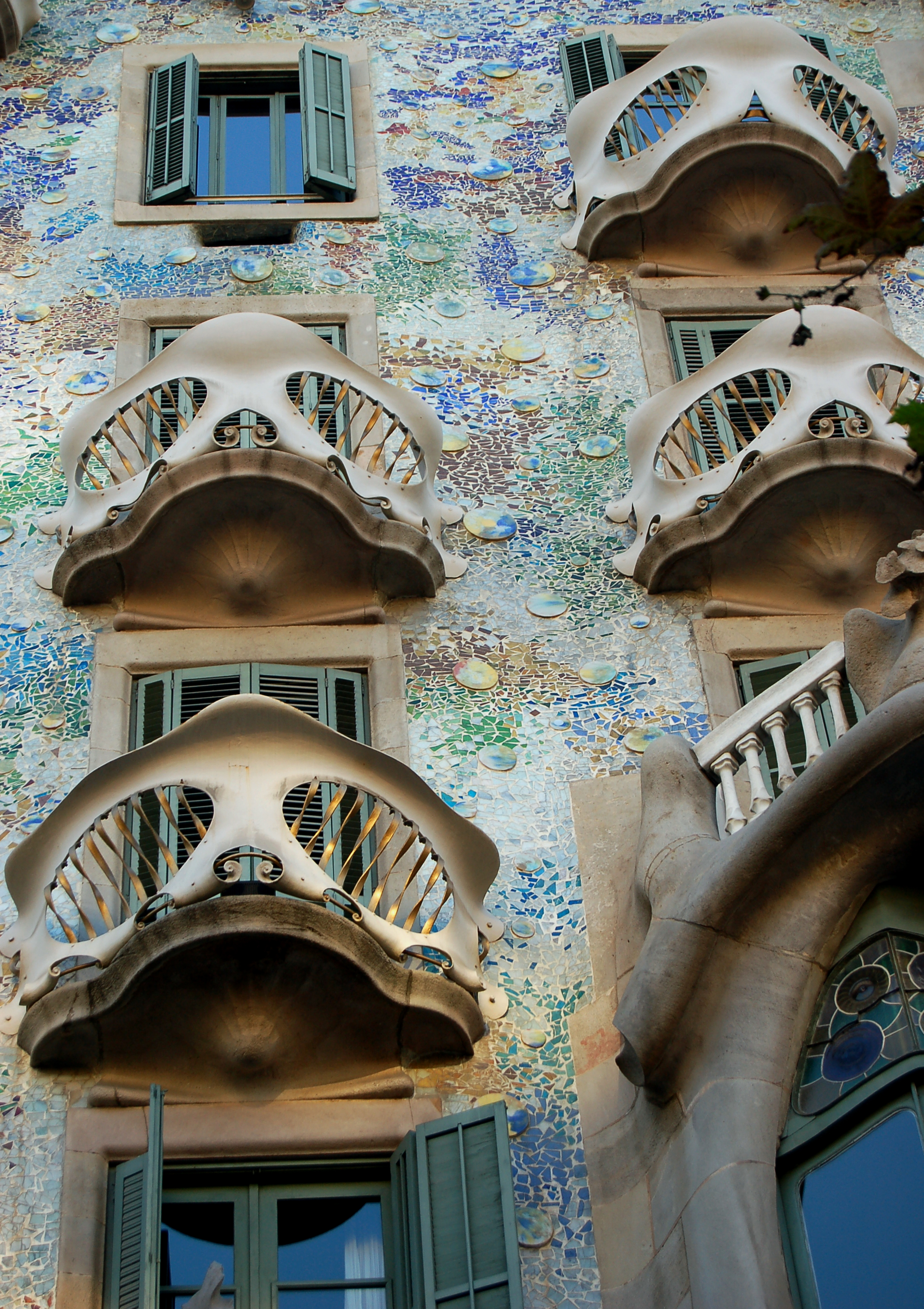
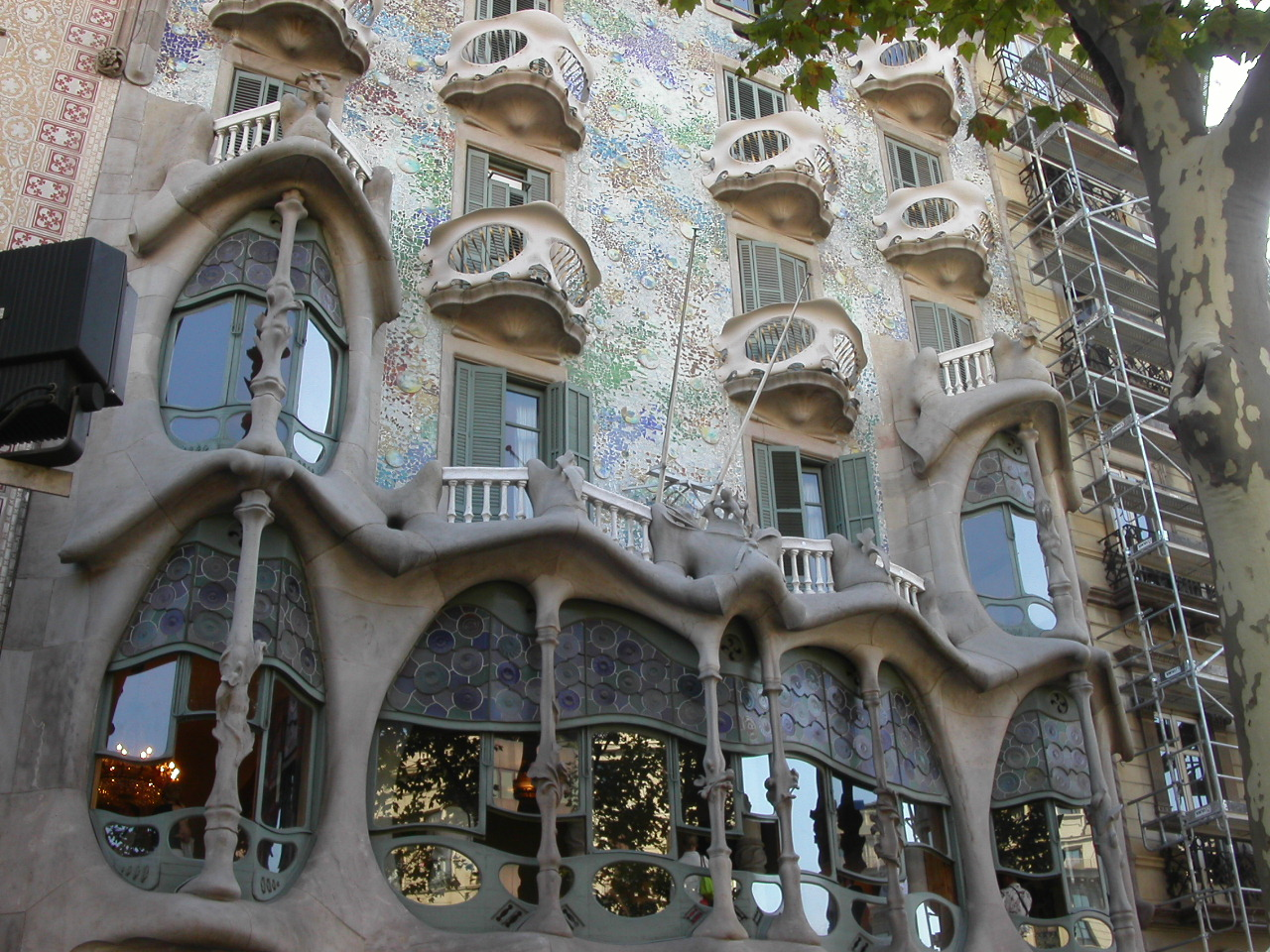
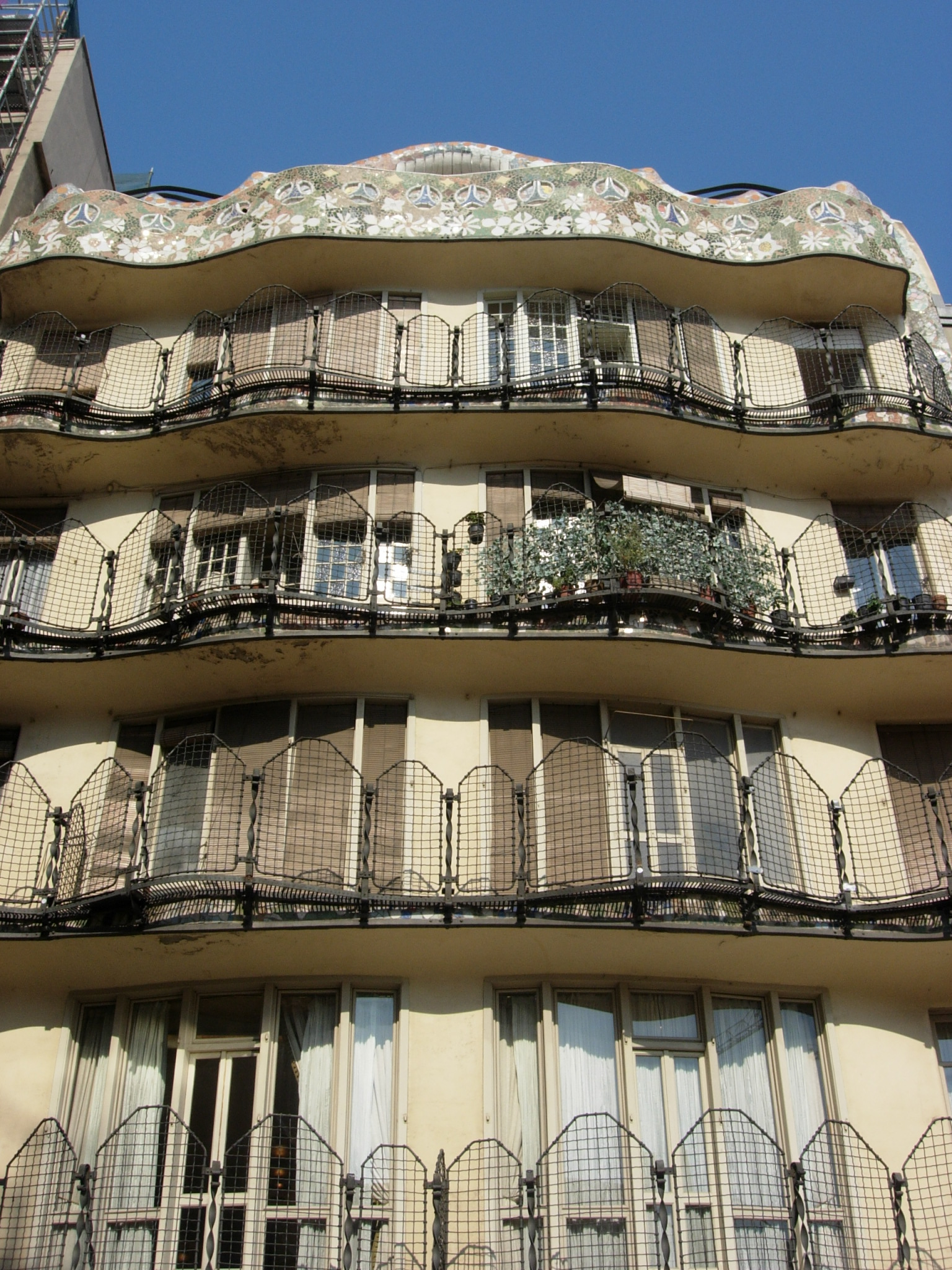
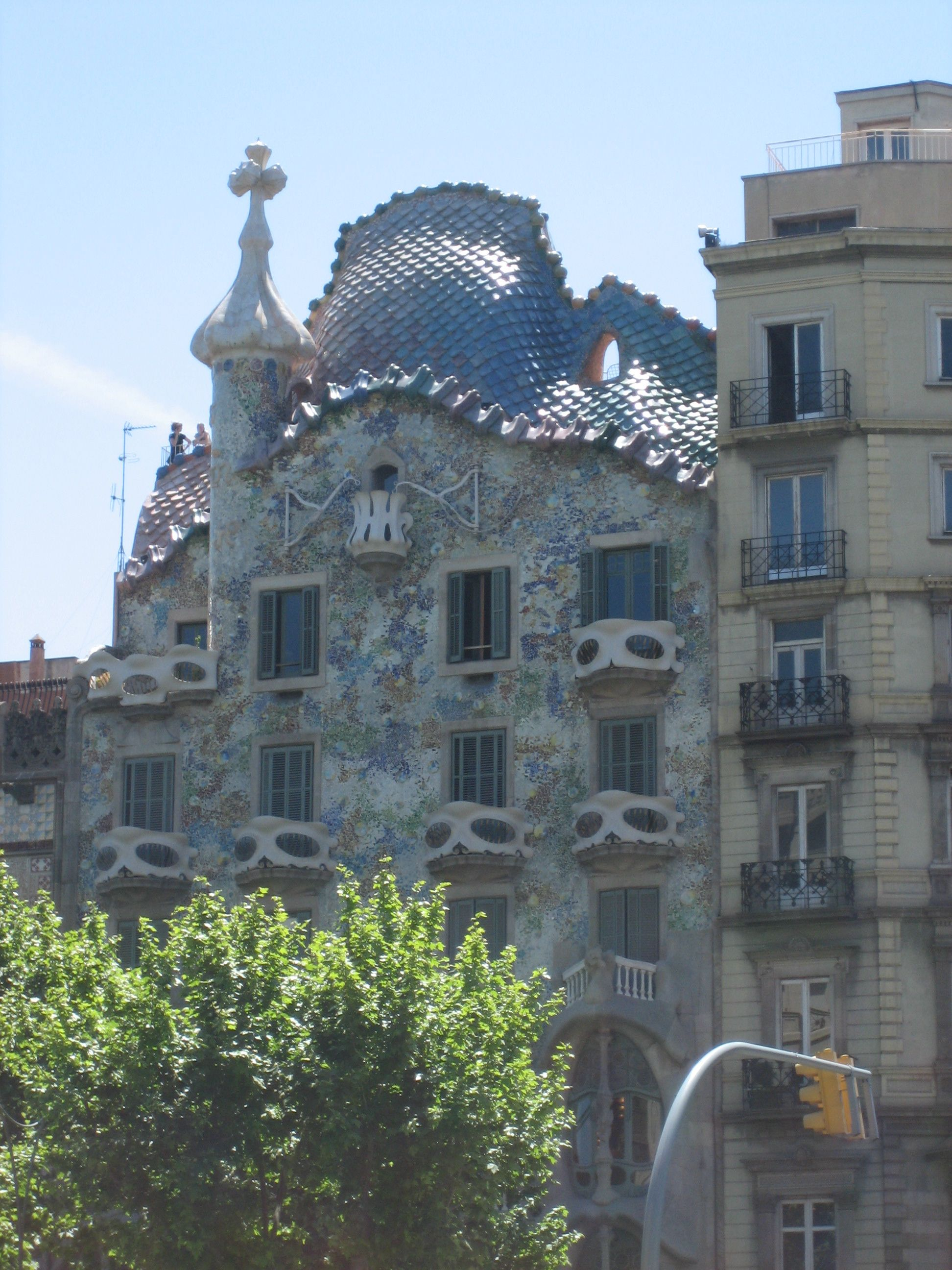
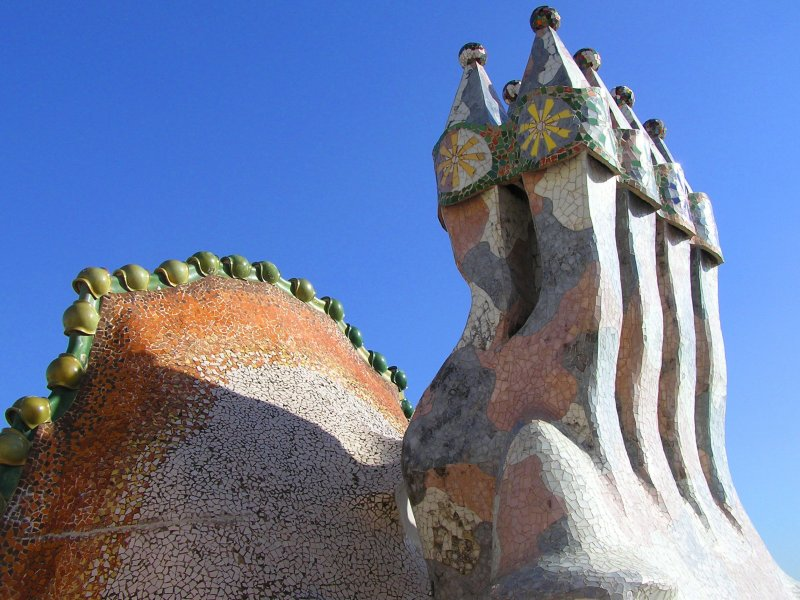
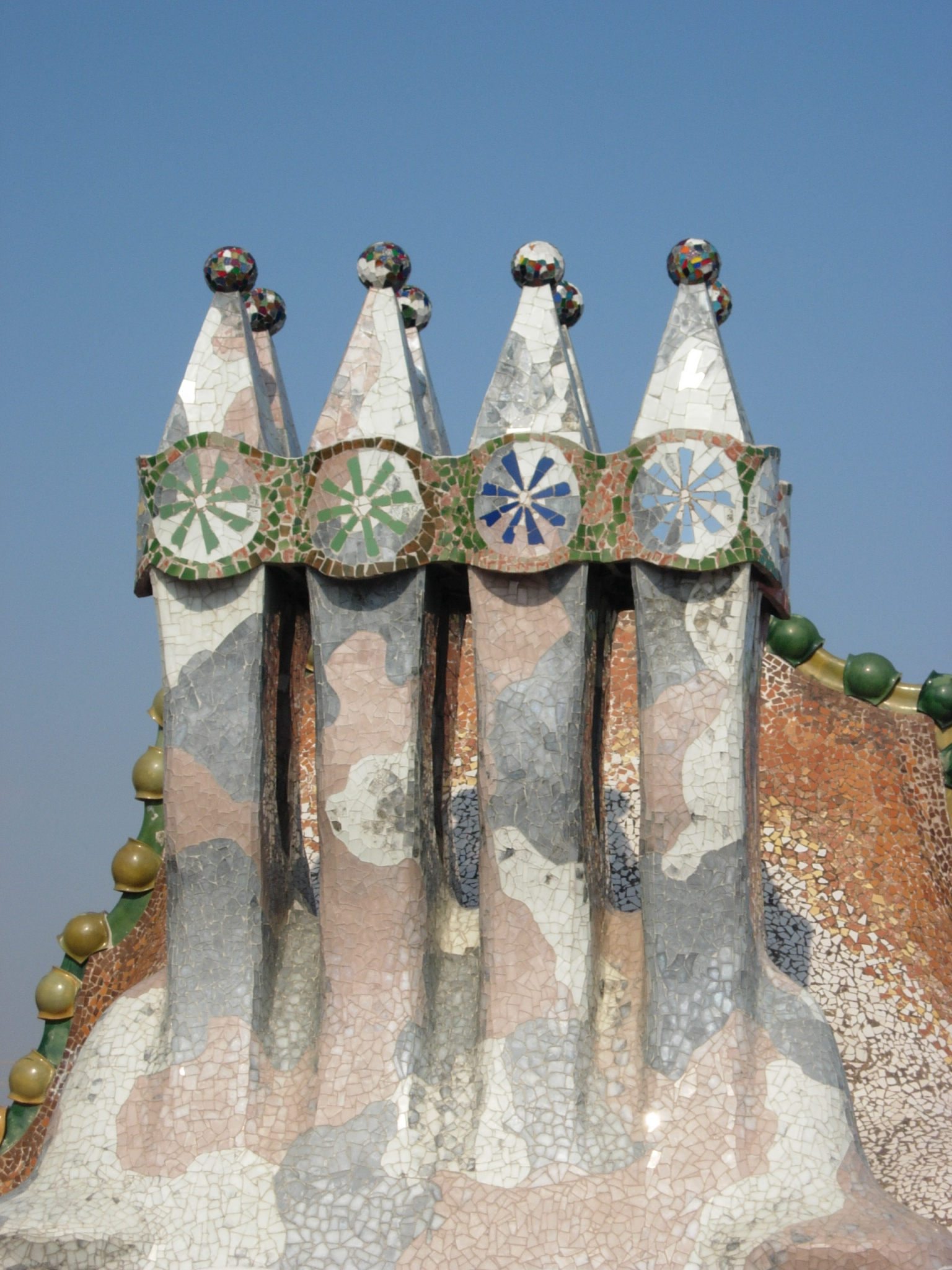
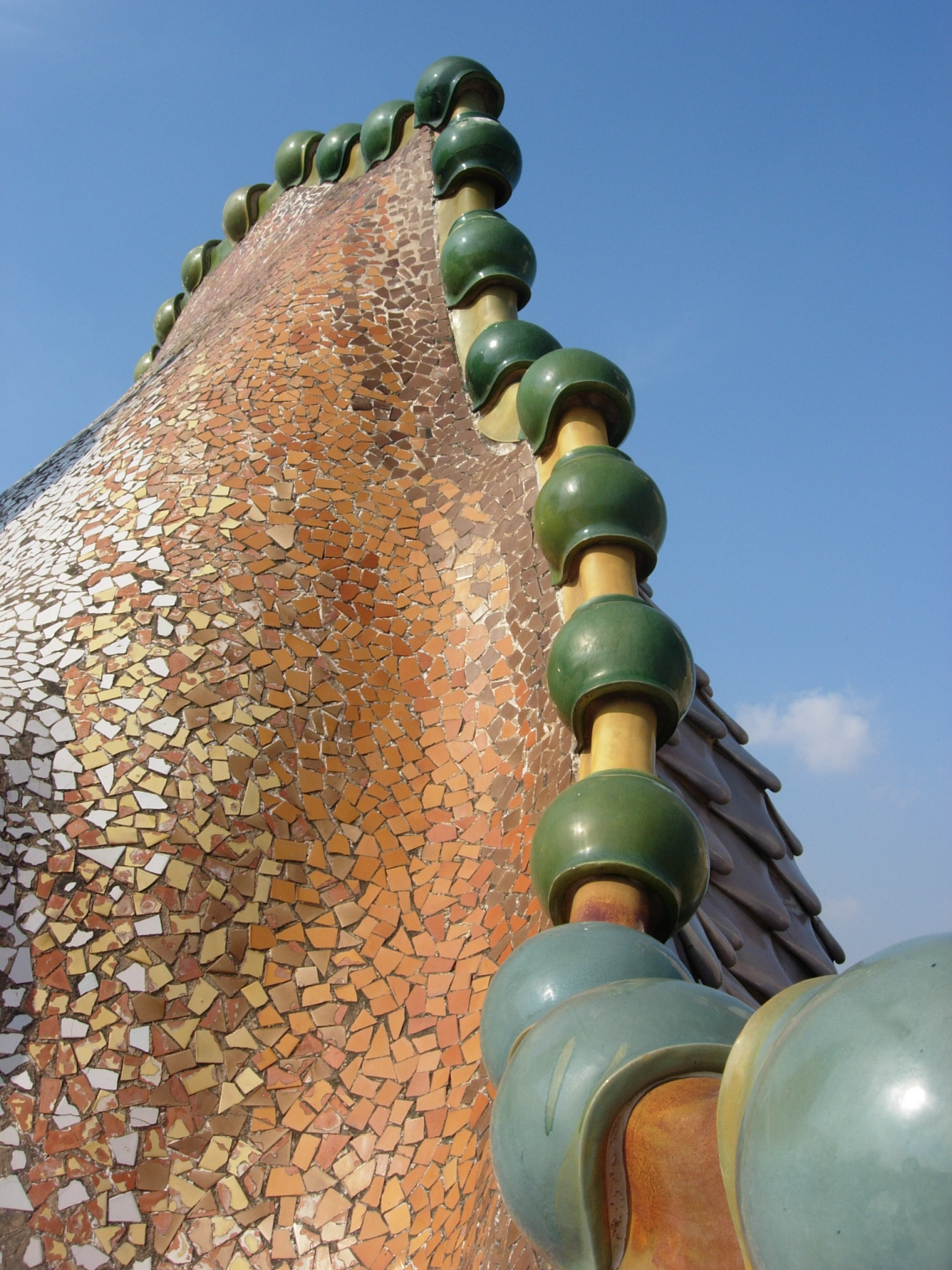
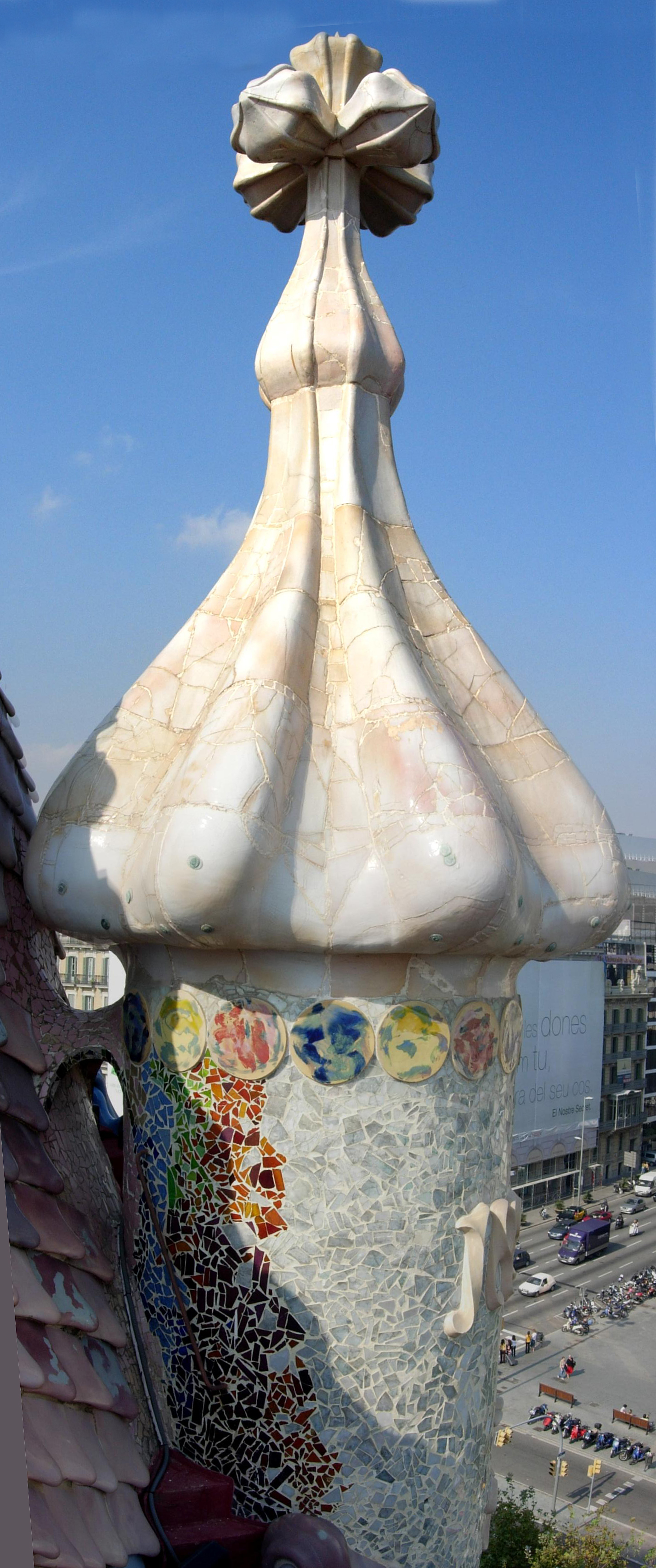
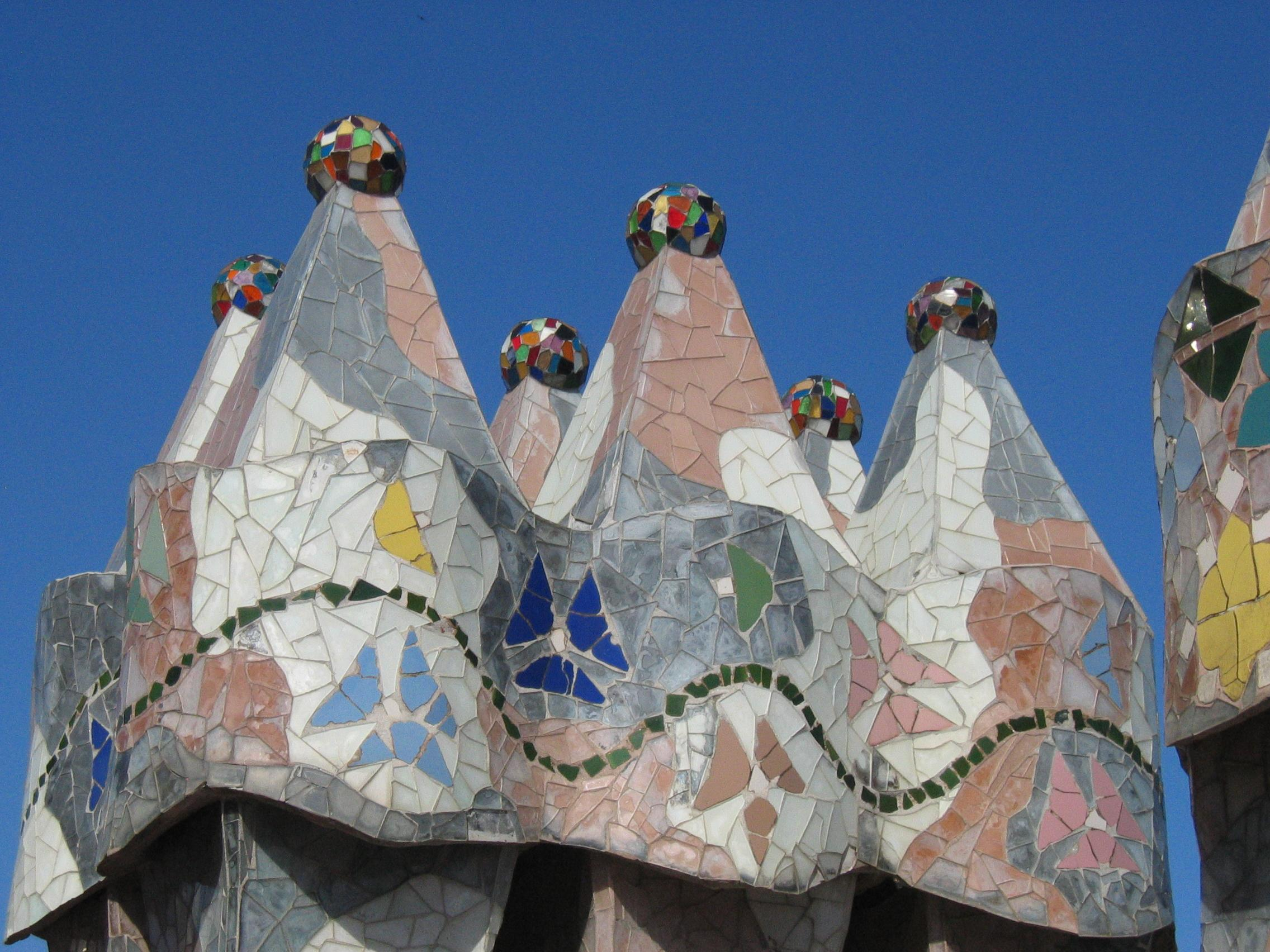
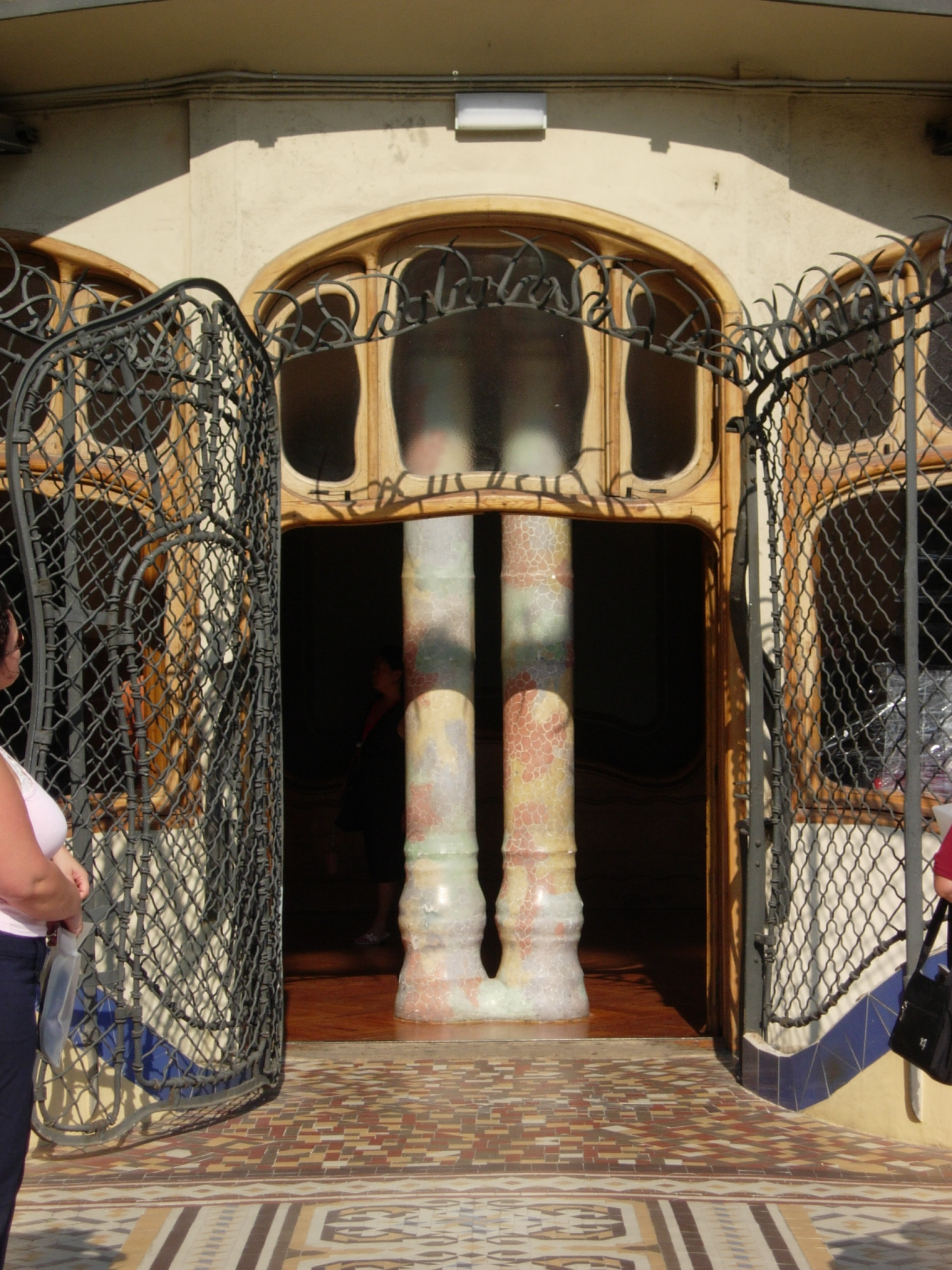
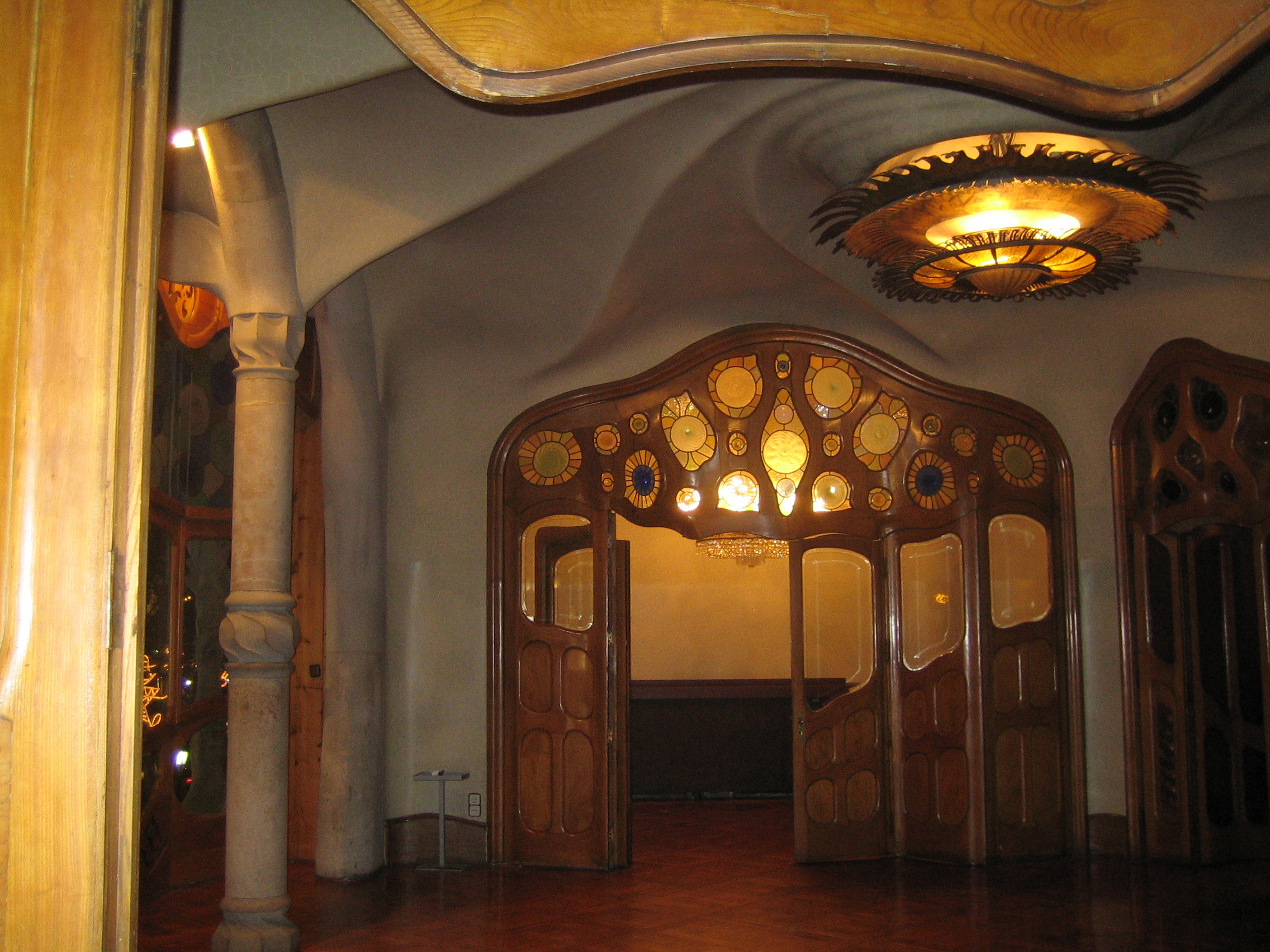
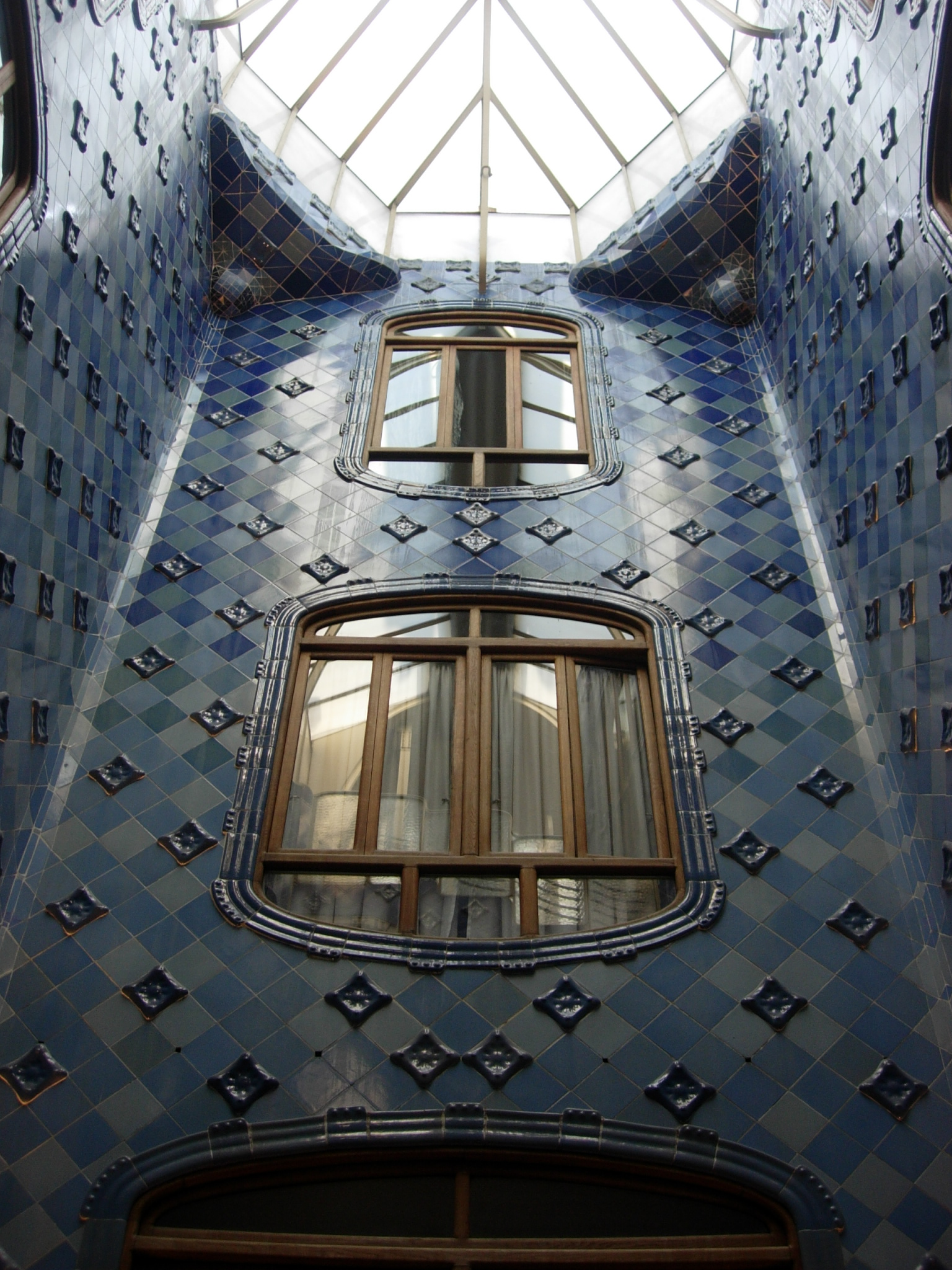
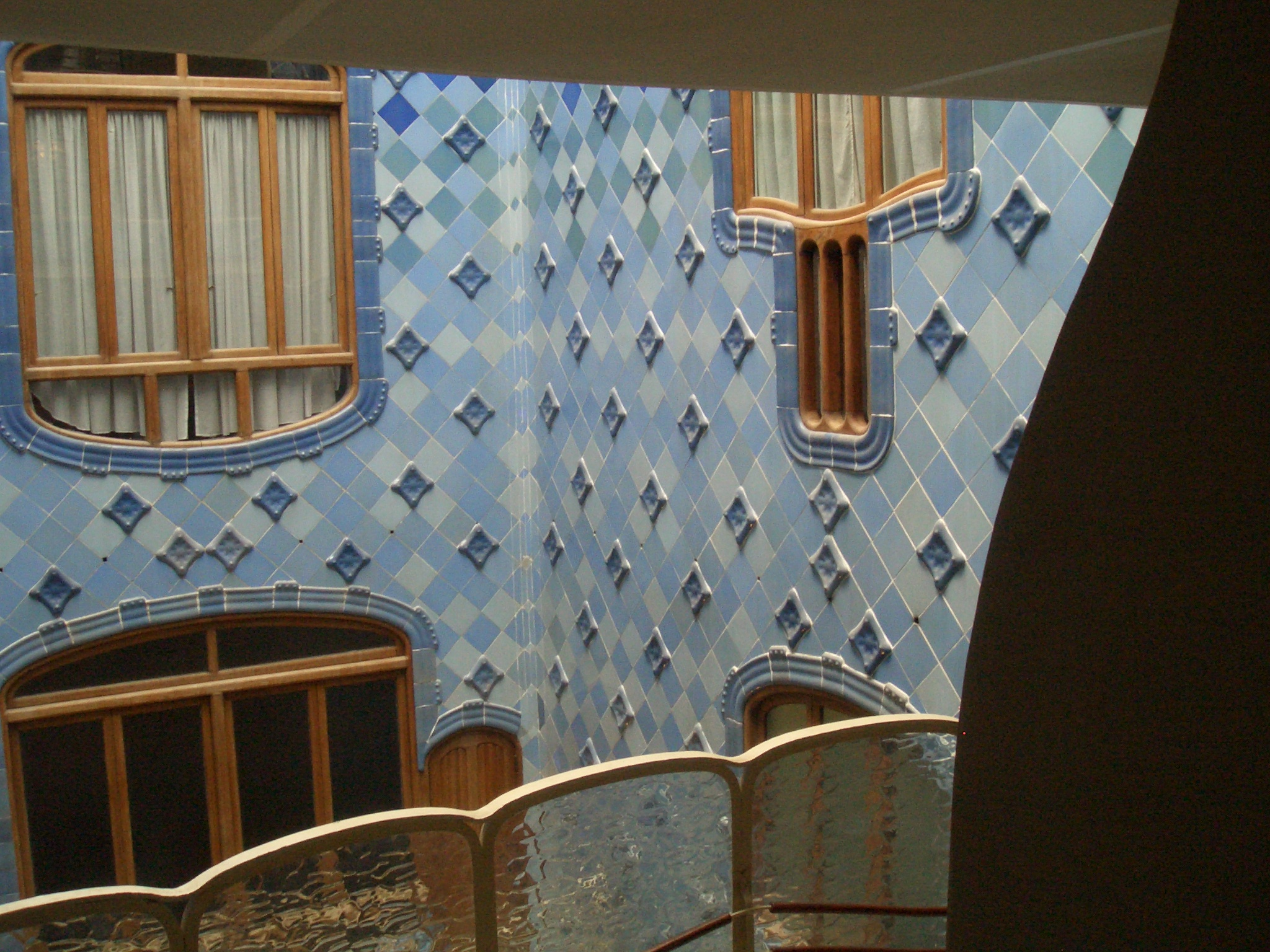
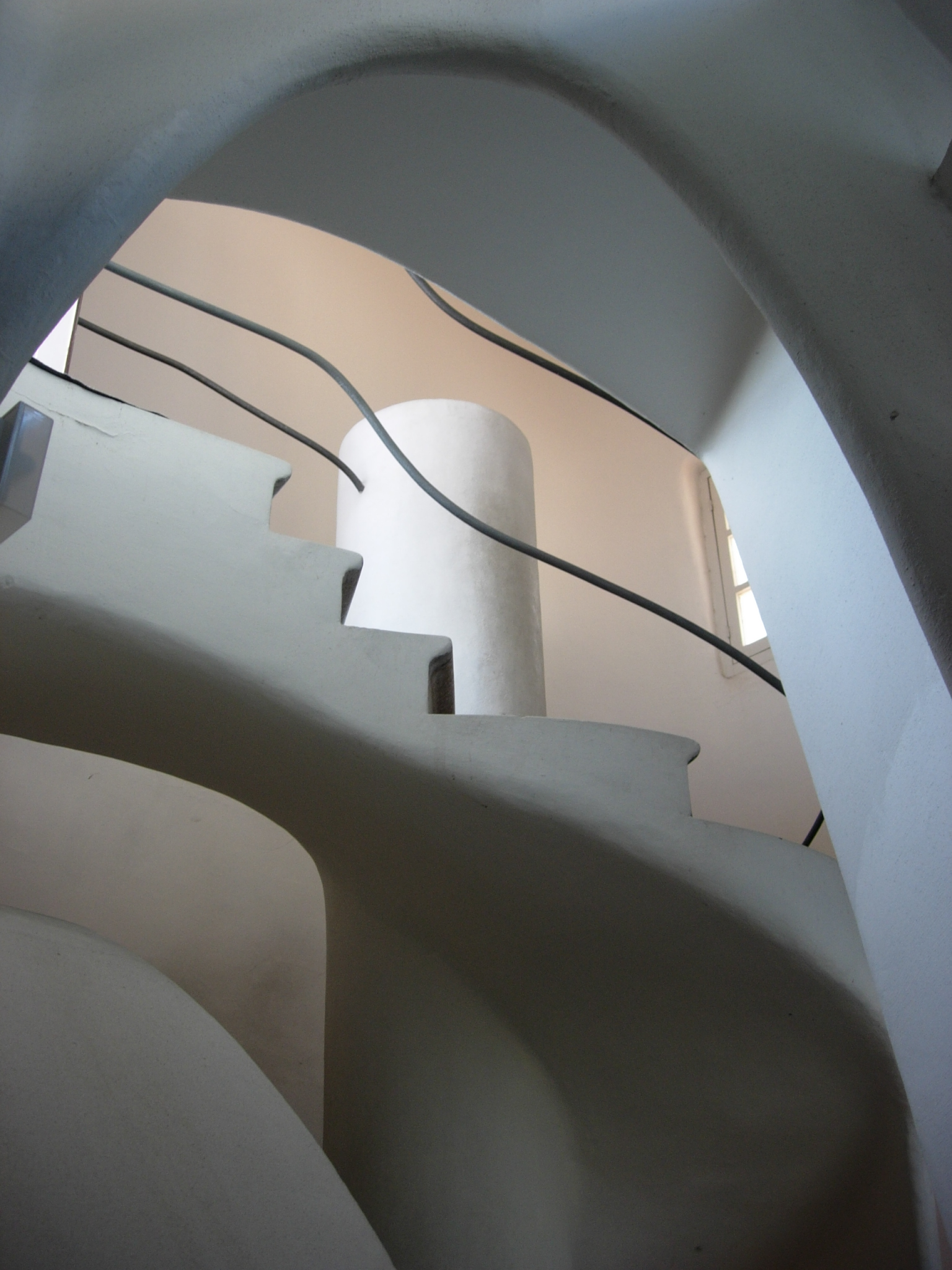
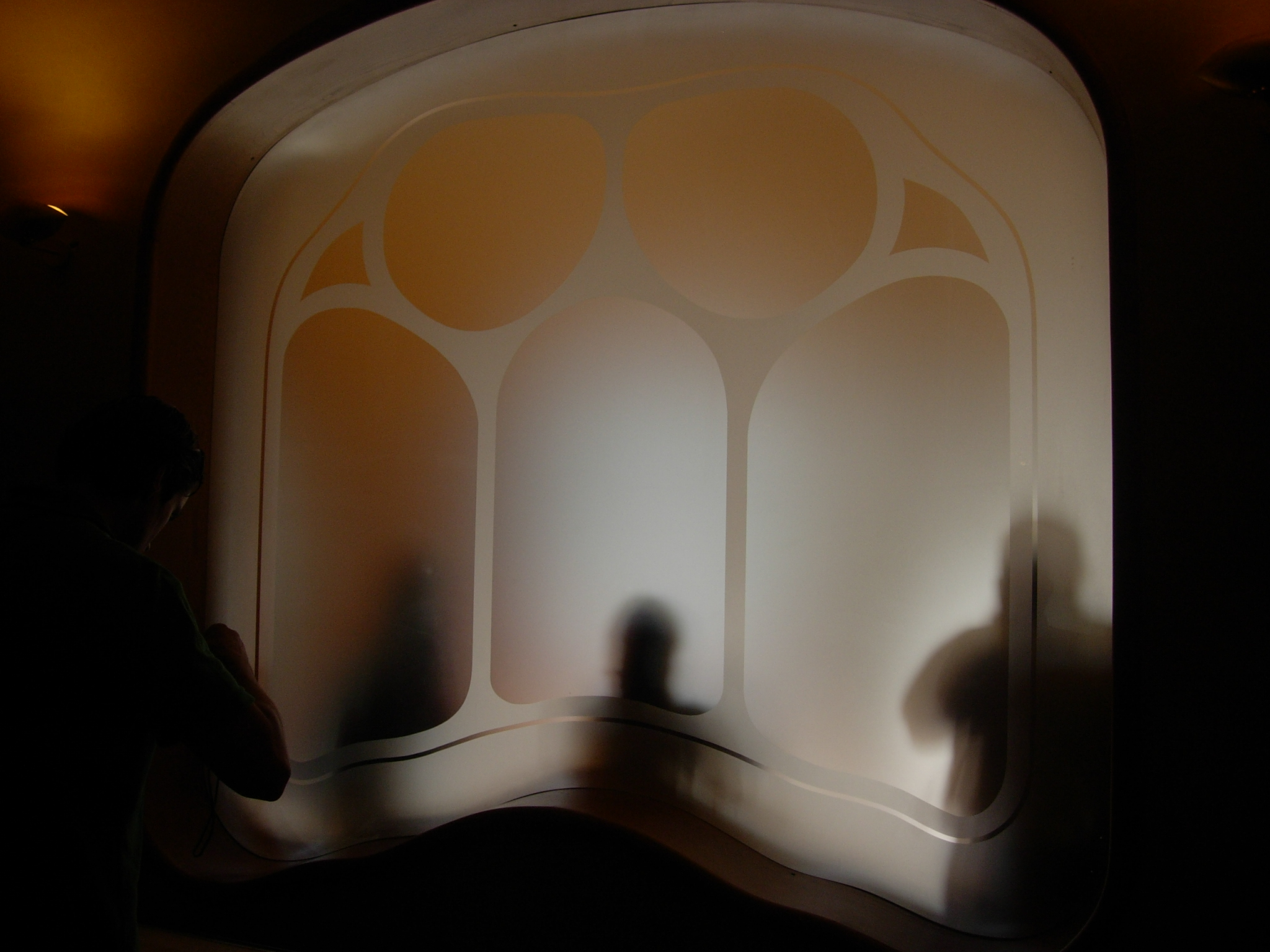
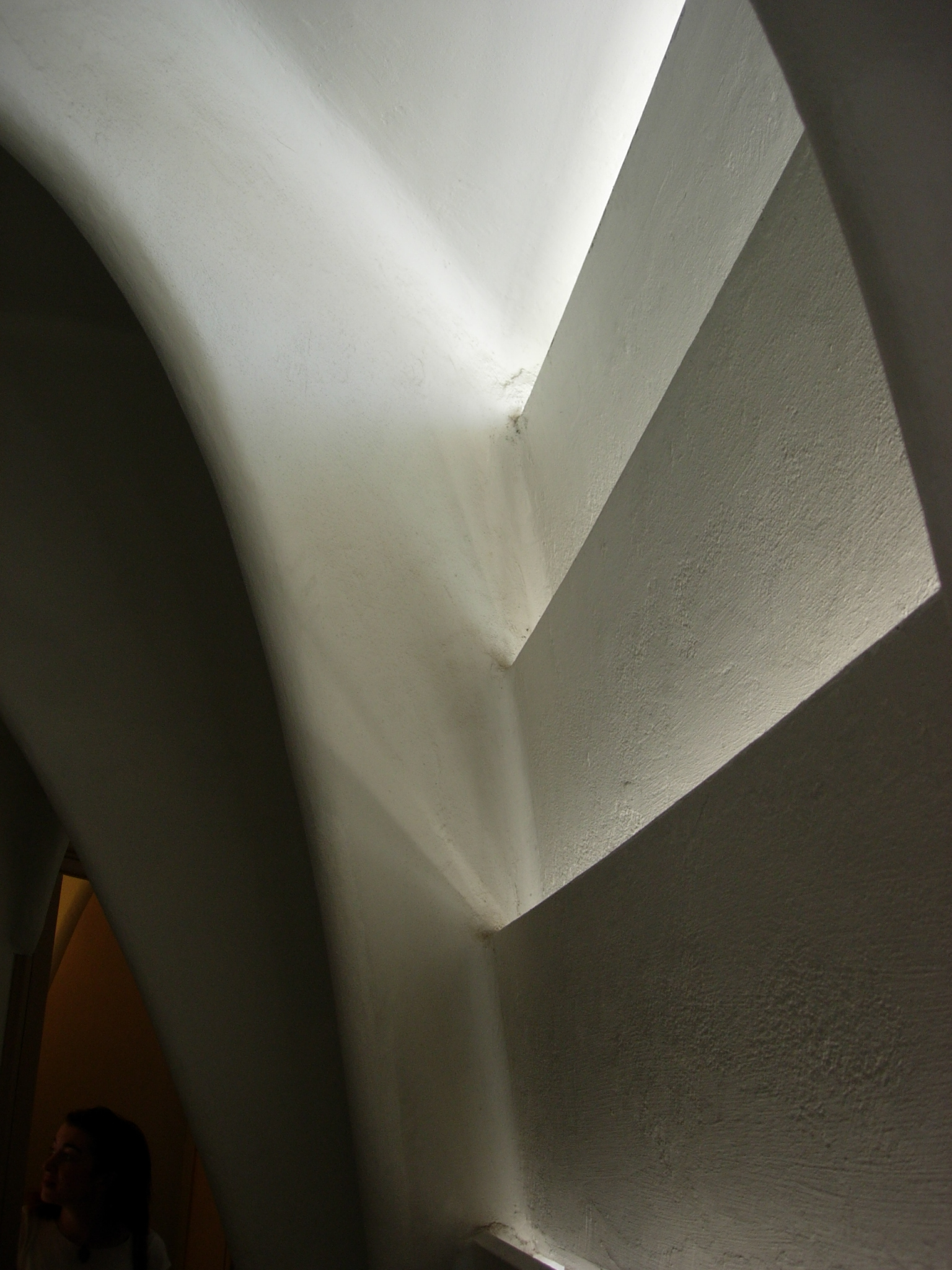
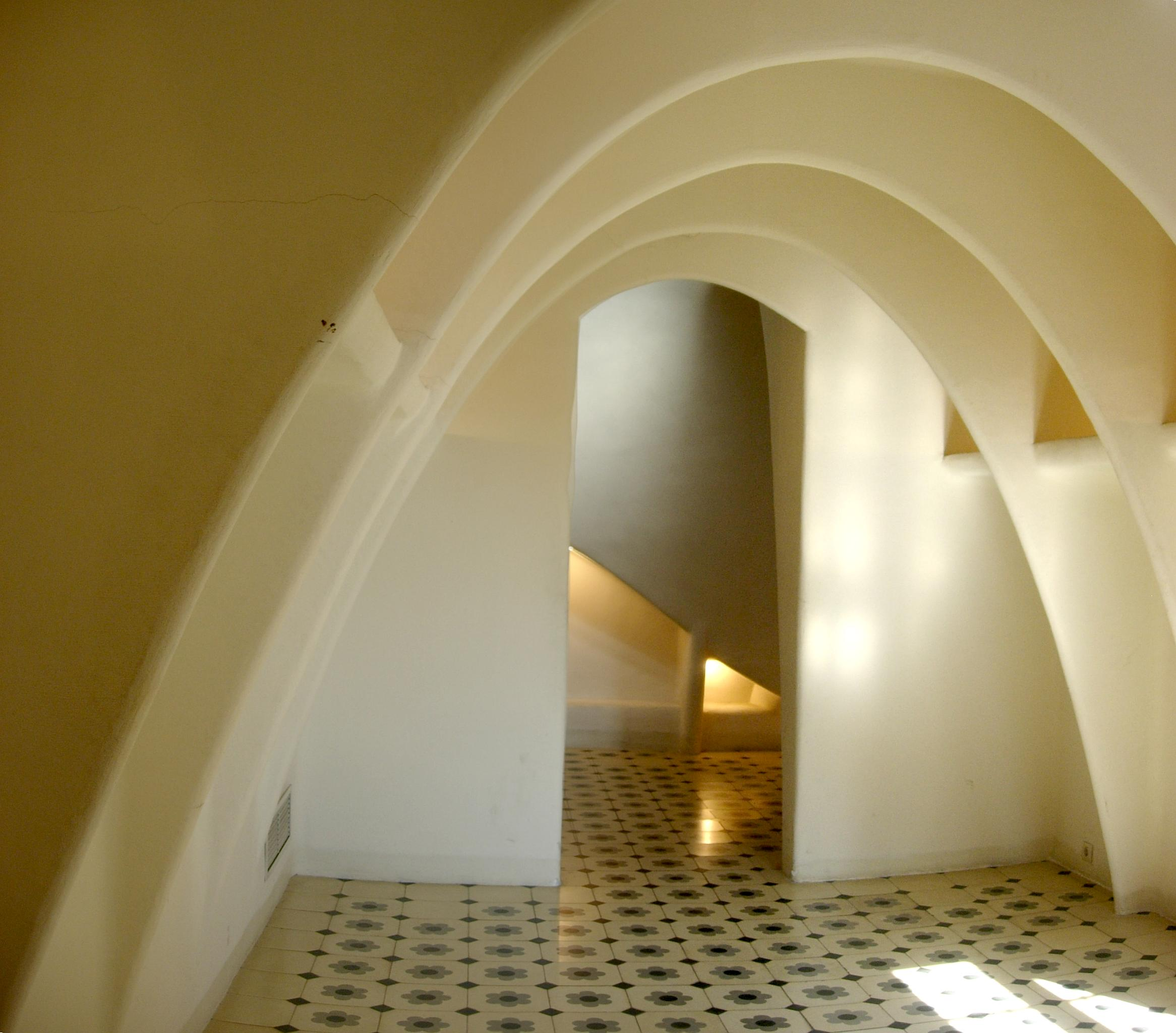
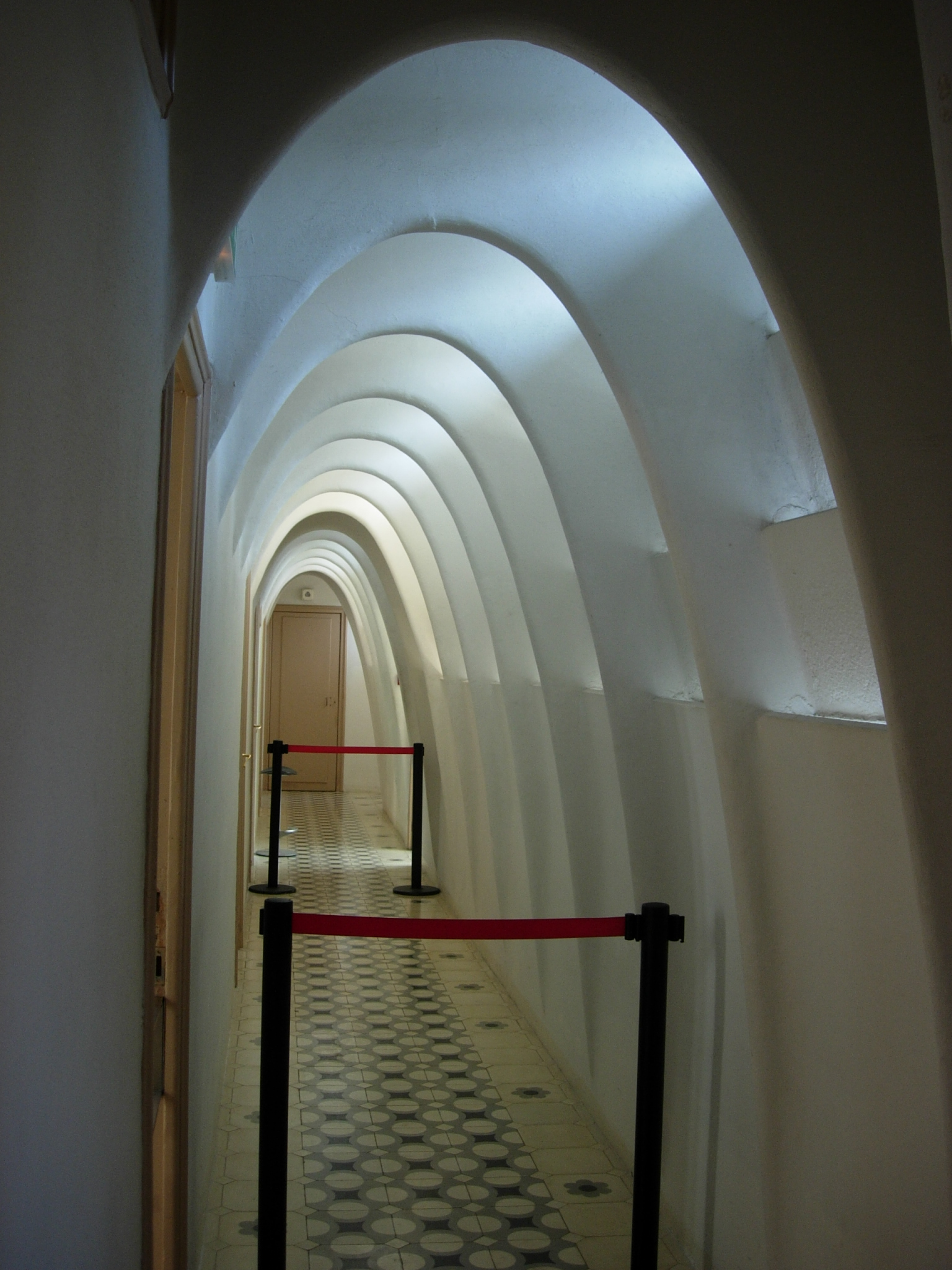
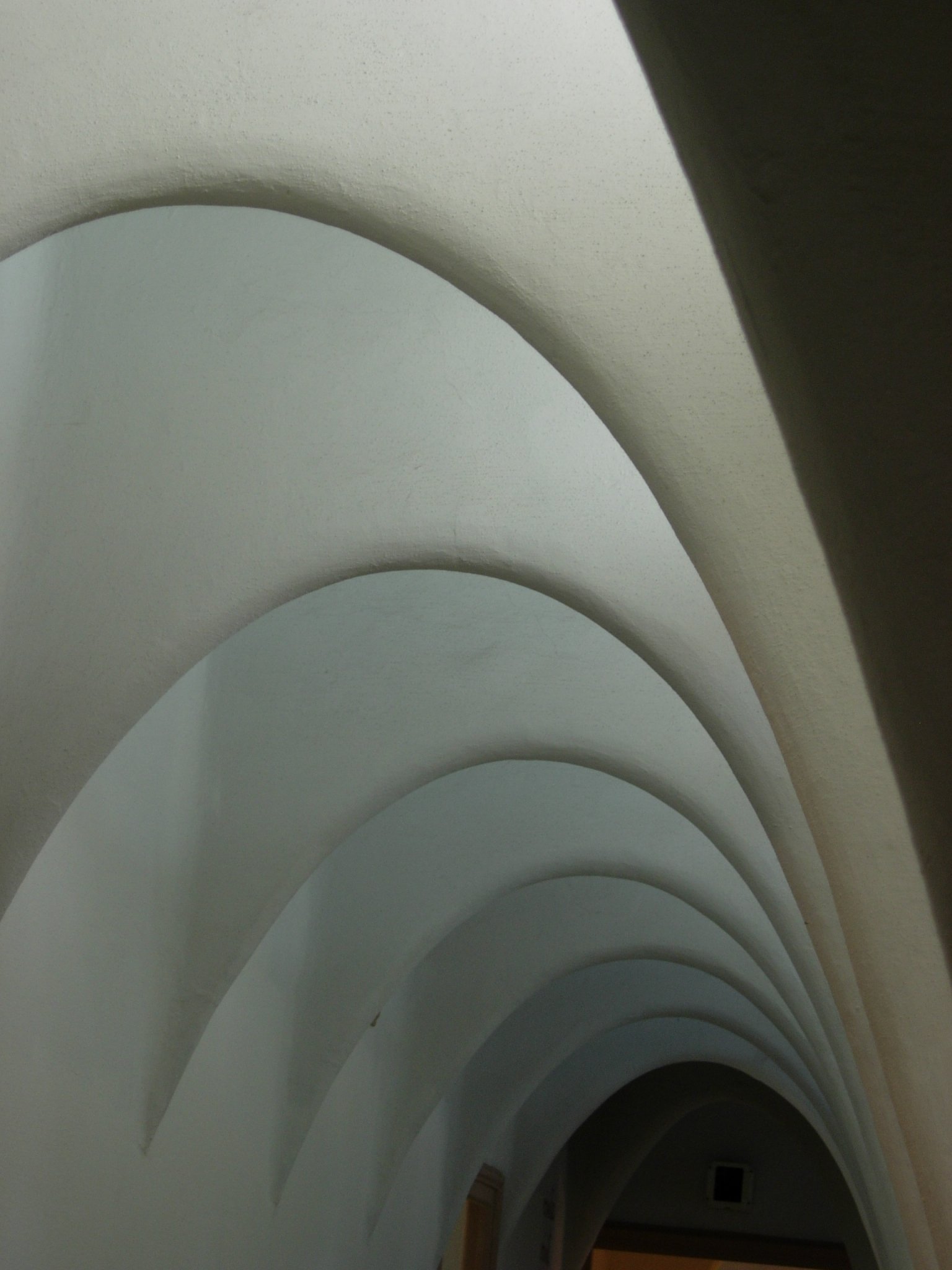

## 登録基準
この世界遺産は世界遺産登録基準のうち、以下の条件を満たし、登録された（以下の基準は世界遺産センター公表の登録基準からの翻訳、引用である）。
- (1) 人類の創造的才能を表現する傑作。
- (2) ある期間を通じてまたはある文化圏において、建築、技術、記念碑的芸術、都市計画、景観デザインの発展に関し、人類の価値の重要な交流を示すもの。
- (4) 人類の歴史上重要な時代を例証する建築様式、建築物群、技術の集積または景観の優れた例。